# Neleus
Neleus var i grekisk mytologi son till Poseidon och Tyro, som i hemlighet födde Neleus och hans bror Pelias och lät sätta ut dem.
De räddades av en herde, återvände hem och dödade sin mors grymma styvmor Sidero. Neleus äktade Chloris och hade med henne bland annat sonen Nestor. I ett krig mot Herakles dödades Neleus och alla hans söner utom Nestor.